# Flecktarn
Флектарн (нем. Flecktarn) также известна как Флектарн-мустер (нем: Flecktarnmuster), Флекентарн (нем: Fleckentarn) или просто Флек (нем: Fleck) — 3-, 4-, 5- или 6-цветная «взрывная» (пятнистая) камуфляжная расцветка. Использование точек создаёт шумовой эффект, устраняющий чёткие границы между разными цветами во многом так же, как и полоски в новейших камуфляжных расцветках. Расцветка разработана для использования в условиях умеренного климата смешанных лесов. Существует адаптированный (с помощью замены цветов) вариант камуфляжа для пустынь «Tropentarn».

## История
Третий рейх проводил эксперименты с камуфляжной формой для армии ещё до Второй мировой войны, а уже с началом войны некоторые армейские подразделения использовали «осколочные» расцветки камуфляжа. Боевые подразделения СС начиная с 1935 года также экспериментировали с различными расцветками. Первый и множество других образцов камуфляжа для СС были разработаны профессором Иоганном Георгом Отто Шиком (нем. Johann Georg Otto Schick.)
- Platanenmuster — (1937—1942) — весенне-летние и осенне-зимние вариации
- Rauchtarnmuster — (1939—1944) — весенне-летние и осенне-зимние вариации
- Palmenmuster — (ок. 1941 — ?) — весенне-осенние вариации
- Beringtes Eichenlaubmuster — (1942—1945) — (дубовый лист «Б»)
- Eichenlaubmuster — (1943—1945) — весенне-летние и осенне-зимние (вариации дубовый лист «А»)
- Erbsenmuster — (1944—1945) — на замену всех остальных расцветок среди СС
- Leibermuster (1945)

Все названия немецких камуфляжей не оригинальные, за исключением «Leibermuster». 

## Современный Flecktarn
В 1976 году немецкий бундесвер разработал несколько прототипов камуфляжных расцветок для испытаний в качестве замены однотонной «оливе» (moleskin). Как минимум четыре разные камуфляжные окраски были испытаны во время учений 1976 года.
Из предоставленных образцов был принят тот, что известен сегодня как Flecktarn. Это составное слово из немецких слов Fleck (точка, пятно, расцветка) и Tarnung (камуфляж). Бундесвер сохранил свою форму зелёного цвета по крайней мере до 1980-х годов. Flecktarn был широко представлен только в 1990 году, после испытаний, начавшихся в 1988.
В Германии камуфляж расцветки Flecktarn используется всеми службами и подразделениями пехоты, ВВС, некоторыми подразделениями флота и даже медицинской службой (Sanitätsdienst). Они также используются среди снайперов вооруженных сил Австрии, среди пехотинцев и десантников Бельгии. Франция тестировала Flecktarn, но отказалась; Нидерланды также отказалась, предположительно из-за «слишком агрессивной» раскраски. Flecktarn смотрелся как спорное и неодобрительное подобие расцветок камуфляжей войск СС, тоже использовавших точки и пятна разных цветов.
Flecktarn — основа для пустынного камуфляжа (Tropentarn), датских камуфляжей T/78 и M/84, включая пустынные вариации датской расцветки, а также камуфляжей ряда других стран. Один из вариантов используется КНР в Тибете и в некоторых полицейских подразделениях в Польше.
На основе камуфляжа расцветки Tropentarn коммерческими фирмами был разработан камуфляжный паттерн Wüstentarn.

## Использование
- Албания
- Армения
- Австрия
- Китай
- Дания
- Германия
- Япония
- Польша
- Румыния
- 🇷🇺 Россия
- Украина

## Галерея
- Китайский Tibetarn
- Бельгийский Flecktarn
- Датский камуфляж M/84
- Датский M/01
- Французский экспериментальный пустынный Flecktarn
- Немецкий Flecktarn
- НемецкийTropentarn
- Индийский Flecktarn
- Японский Jieitai
- Японский Jieitai, зимний вариант
- Японский Jieitai, пустынный вариант
- Польский городской Flecktarn 
wz AT 1 PLAMIAK
- Польский лесной Flecktarn 
Gepard
- Российский Flectar-D
- Коммерческий Arid Flecktarn
- Коммерческий зимний камуфляж Schneetarn